# Jean Otter
Jean Otter,Jonas Otter ou Johan Otter (23 octobre 1707 à Kristianstad - 26 septembre 1749 à Paris) est un orientaliste et voyageur suédois francophone.

## Biographie
Jean Otter naît le 23 octobre 1707 à Kristianstad. En 1726, il étudie à l'université de Lund en Suède. Il a étudié l'arabe, le turc et le persan. 
En 1728, il est employé du service postal français à Rouen. En 1734, l'État français l'envoie en mission à Constantinople afin d'établir des relations commerciales avec la Perse. En 1742-43, il travaille à Bassora pour le consul de France. En 1744, il est traducteur à la Bibliothèque du Roi à Paris. À partir de 1746, il est professeur de langues arabes au Collège royal. Il est reçu à l'Académie royale des Inscriptions et Belles-Lettres en mars 1748.
Il décède à Paris le 26 septembre 1749.

## Œuvres
- Voyage en Turquie et en Perse, 2 vol., Guerin, 1748 [lire en ligne]
Traduction en allemand : (de) Reisen in die Türkey und nach Persien: Nebst einer Nachricht von den Unternehmungen des Tahmas Kouli Kahn  (trad. Georg Friedrich Casimir Schad), Bauerische Buchhandlung, 1789 (lire en ligne)